# Greffe racinaire
 (mai 2021).

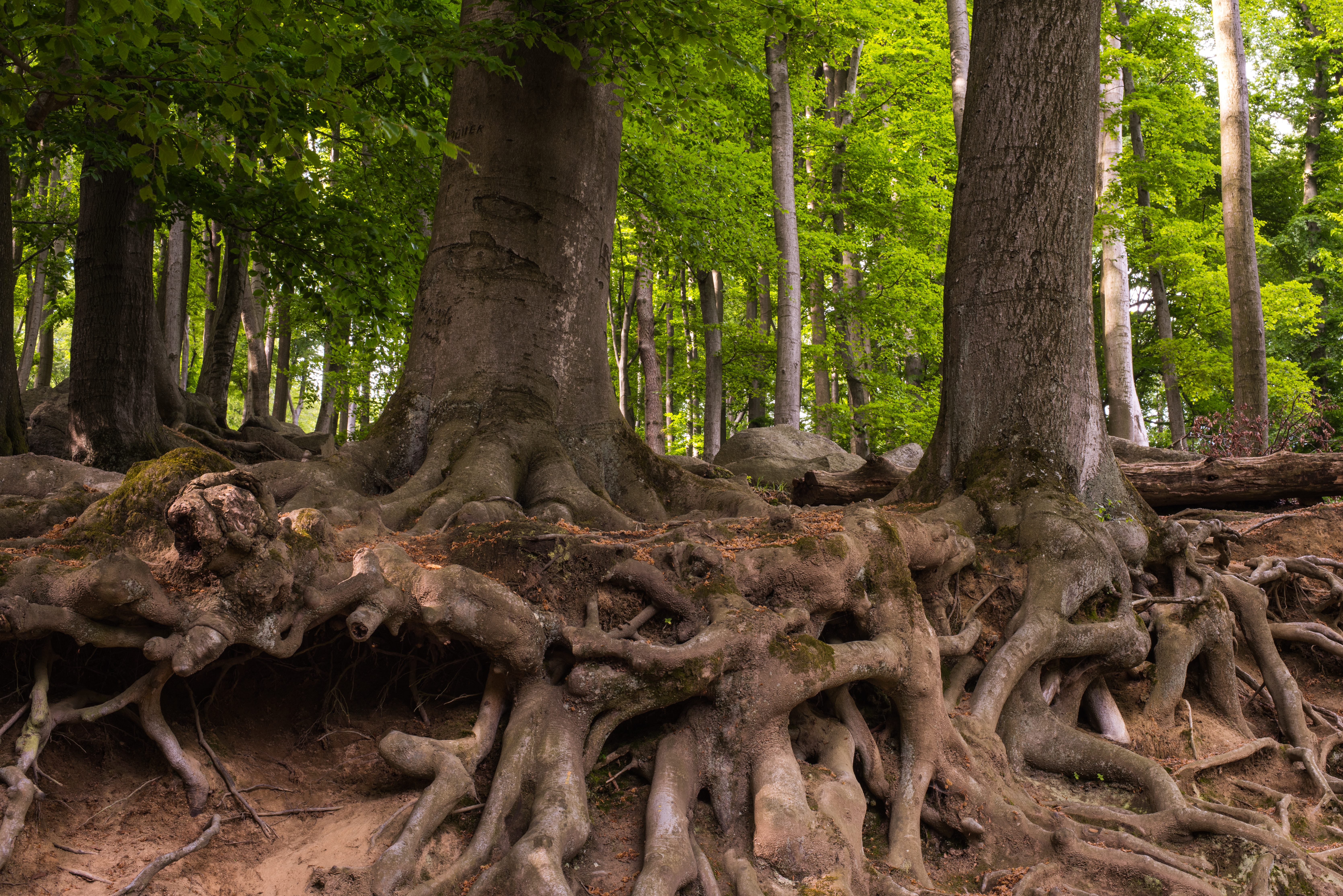
Soudures racinaires.

Une greffe racinaire entre arbres de la même espèce est une soudure (appelée anastomose) entre leurs racines. Ce greffage naturel joue un rôle de facilitation en permettant la circulation de nutriments et d’eau. Des recherches ont montré que les greffes racinaires permettent une meilleure résilience à la suite de l’attaque par des ravageurs ou en réponse à des perturbations physiques telles que le vent. 